# Hugtto! PreCure-afsnit
Hugtto! PreCure (ＨＵＧっと！プリキュア Hagutto! Purikyua) er den femtende animeserie i Izumi Todos Pretty Cure-franchise, der blev produceret af Asahi Broadcasting Corporation og animeret af Toei Animation. Serien blev sendt i Japan fra 4. februar 2018, hvor den afløste den fjortende serie, Kirakira PreCure a la Mode, til 27. januar 2019, hvorefter den blev afløst af den sekstende serie, Star Twinkle PreCure.
Introsangen er "We can!! Hugtto! Precure" (We can!! HUGっと! プリキュア We can!! Hagutto! Purikyua) af Kanako Miyamoto, mens den første slutsang er "Hugtto! Future✩Dreamer" (HUGっと! 未来☆ドリーマー HUGtto! Mirai✩Doriima) af Rie Hikisaka, Rina Honizumi og Yui Ogura. Fra afsnit 23 er slutsangen "Hugtto! Yell For You" (HUGっと! Yell For You HUGtto! Yell For you) af Rie Hikisaka, Rina Honizumi, Yui Ogura, Nao Tamura og Yukari Tamura.

## Afsnit
| # | Titel | Sendt første gang  |
| --- | --- | ------------------ |
| | |                    |
| 1 | "Hooray Hooray, Everyone! The PreCure of Spirit, Cure Yell is Born!" "Furefure Minna! Genki no Purikyua, Kyua Eeru Tanjou!" (フレフレみんな！元気のプリキュア、キュアエール誕生！)         | 4. februar 2018    |
| Hana Nonos første dag på sin nye skole går ikke så godt, da hun kommer til at klippe sit pandehår kort og kommer for sent i skole. Netop da stopper tiden et øjeblik, og hun hører en babys stemme, som hun følger op til taget, hvor hun møder to andre elever, Saaya Yakushiji og Homare Kagayaki. Om aftenen falder en baby ved navn Hug-tan og en hamster ved navn Harryham Harry pludselig ned i Hanas hus, før de forsvinder igen på lige så mystisk vis. Næste dag benytter Charalit, en mørk ansat i det onde Cryase-selskab, negativ energi fra eleverne til at fremkalde et monster kaldet Oshimaida. Hana bemærker at Hug-tan og skynder sig at komme til hjælp. Hun får kraften fra Pretty Cure og bruger Mirai Crystal og PreHeart til at forvandle sig til Cure Yell og besejre monstret. | |                    |
| 2 | "Everyone's Angel! Hooray Hooray! Cure Ange!" "Minna no Tenshi! Furefure! Kyua Anju!" (みんなの天使！フレフレ！キュアアンジュ！)                                                           | 11. februar 2018   |
| Hana holder sin identitet som en Pretty Cure hemmelig for sine klassekammerater, alt imens Harry fortæller hende, at Cryase-selskabet er ude på at stjæle Mirai Crystals og frarøve verden dens fremtid. Hana hjælper Saaya med hendes arbejde på skoleavisen, hvorefter Saaya kommer over til Harrys nyetablerede skjulested for at hjælpe Hana med at tage sig af Hug-tan. Saaya afslører at hun oplevede det samme stop i tiden som Hana. Netop som Hana og Saaya begynder at bliver venner, hidkalder Charalit en anden oshimaida, så Hana må afsløre sin identitet som en Pretty Cure for Saaya. Hana har svært ved at kæmpe alene, men Saayas mod giver hende hendes egen Mirai Crystal, så hun kan forvandle sig til Cure Ange og hjælpe Hana med at besejre oshimaidaen. | |                    |
| 3 | "Happy? Cranky? Hug-tan's Outing!" "Gokigen? Naname? Odekake Hagu-tan!" (ごきげん？ナナメ？おでかけはぐたん！)                                                                             | 18. februar 2018   |
| Da Hug-tan begynder at opføre sig tvært, giver Harry pigerne Mirai Pad, der fører dem til noget, der vil berolige hende. Da Hana og Saaya ankommer til en børne-zoo, støder de på Homare, før de får selskab af Hanas mor Sumire, der tager dem med til et tårn og hjælper med at lulle Hug-tan i søvn. Da Harry bliver spurgt til Hug-tans mor, forklarer han at det kun lykkedes for ham og Hug-tan at bruge White Mirai Crystal til at undslippe fra deres verden med, før den blev frosset i tid af fjenden. Netop da hidkalder Charalit endnu en oshimaida til at angribe tårnet med, så Hana og Saaya må træde i aktion. Selvom oshimaidaen vokser til en gigantisk størrelse, lykkes det for Hana at besejre den. Bagefter tilbyder Hanas familie at hjælpe Harry med at tage sig af Hug-tan. Imens føler Homare en længsel efter at have set Pretty Cure i kamp. | |                    |
| 4 | "Shine! The Great PreCure Scouting Plan Operation!" "Kagayake! Purikyua Sukauto Daisakusen!" (輝け！プリキュアスカウト大作戦！)                                                            | 25. februar 2018   |
| Mens Hana tænker på, om Homare kan være den tredje Pretty Cure, støder hun på en herreløs hund, som hun reddede, da hun oplevede et stop i tiden. Homare bemærker at nogle børn bliver drillet for brugen af en basketballbane og udfordrer mobberne til en kamp. Hun går imidlertid i stå, da hun skal kaste, hvorefter Hana vinder kampen ved rent held. Bagefter hører pigerne, at Homare engang var en berømt skøjteløber, der kvæstede sit ben efter et fejlslagent hop. Kvæstelserne påvirker hende stadig mentalt, selvom hendes ben er helet. Netop angriber Charalit Homares lærer for at hidkalde en oshimaida, så Hana og Saaya må afsløre deres identiteter og forvandle sig. Da Pretty Cure kæmper mod oshimaidaen, resulterer Homares ønske om at flyve igen i skabelsen af hendes egen Mirai Crystal. Men hendes traume over hendes mislykkede hop får hende til at tøve, med det resultat at hendes Mirai Crystal forsvinder, før hun kan tage den. Da Hana bemærker, at oshimaidaen reagerer på lærerens ærgrelse over ikke at kunne hjælpe Homare, lykkes det for hende at besejre den og gøre ham normal. Homare er imidlertid stadig nedtrykt. | |                    |
| 5 | "Dance in the Sky! Hooray Hooray! Cure Etoile!" "Sora o Mae! Furefure! Kyua Etowaaru!" (宙を舞え！フレフレ！キュアエトワール！)                                                            | 4. marts 2018      |
| Homare bliver bedt om at hjælpe Harry med at etablere hans nye butik, Beauty Harry, og hjælper den til at komme godt fra start. Hana og Saaya er stadig bekymrede for Homare og forsikrer hende, at der er ting hun kan gøre, som de ikke kan. Netop da kidnapper Charalit Homare og fanger hende på siden af en bygning, idet han bruger den negative energi fra hendes manglende evne til at nå den næste bygning til at hidkalde en oshimaida. På trods af sin frygt genvinder Homare sin beslutsomhed og får omsider sin Mirai Crystal og evnen til at forvandle sig til Cure Etoile. De tre Pretty Cure forener deres styrke, så de kan besejre oshimaidaen, før de bliver gode venner. | |                    |
| 6 | "Smiles in Full Bloom! Our First Job!" "Egao, Mankai! Hajimete no Oshigoto!" (笑顔、満開！はじめてのおしごと！)                                                                            | 11. marts 2018     |
| For at fejre at holdet er kommet sammen, tager Hana dem alle sammen med til et byggemarked, der ejes af hendes far Shintarou. Da de hører at blomsterhandleren Mari mangler folk, fordi hendes deltidsansatte er forkølede, beslutter Hana og de andre sig for at hjælpe og bruger Mirai Pad til at forvandle sig til blomsterhandlere. Hana får en følelse af deja-vu, da hun ser Saaya bærer blomster. Imens bliver Hug-tan taget af en ung kunde, så pigerne må lede efter hende i butikken, indtil det lykkes for Shintarou at få fat på hende. Netop da angriber en anden af Cryase-selskabets ansatte, Papple, Mari for at hidkalde en plante-oshimaida, men Pretty Cure besejrer den hurtigt. Da Sumire tilbyder pigerne at prøve alle slags jobs, genkender hun Saaya som en børneskuespiller, der medvirkede i en gammel reklame for grøntsager. | |                    |
| 7 | "Saaya is Lost? What is it You Really Want To Do?" "Saaya no Mayoi? Hontou ni Yaritai Kototte Nani?" (さあやの迷い？本当にやりたいことって何？)                                            | 18. marts 2018     |
| Saaya er ængstelig over at skulle deltage i en audition mod en anden skuespiller, der medvirkede i samme reklame, især da det kommer frem, at hendes mor Reika er en berømt skuespiller. Hana og Homare bemærker, at Saaya bliver nervøs under sin audition, og forklæder sig selv stewardesser, der forvilder sig ind til den forkerte audition, for at lette Saayas nerver. Netop da hidkalder et tredje medlem af Cryase, Ruru, en oshimaida, idet hun benytter data fra Pretty Cures tidligere kampe for at forudsige deres træk. Men Saayas ønske om ikke at give op giver liv til endnu en Mirai Crystal, og det lykkes for hende at vende sin normalt defensive evner til en offensiv, så Pretty Cure kan besejre oshimaidaen. Saaya ender med at dumpe til sin audition men er ikke desto mindre taknemmelig for at have deltaget og fået styr på sine følelser. Imens henvender en mystisk dreng sig til Homare. | |                    |
| 8 | "Homare Withdraws!? The Skating Prince's Fast Approach!" "Homare Dattai!? Sukeeto Ouji ga Kyuusekkin!" (ほまれ脱退！？スケート王子が急接近！)                                              | 25. marts 2018     |
| Homares barndomsven og topskøjteløber Henri Wakamiya kommer for at bede Homare om at vende tilbage til Moskva sammen med ham, fordi han føler at opholdet i Japan afholder hende fra at komme i form igen. Henri er kategorisk og kommer på kant med Hana, idet han hævder, at han er den eneste, der kan redde hende. Homare vil vise Henri, at det er forkert, ved at vise ham hvor meget hun har forbedret sig takket være Hana og Saayas støtte. Da Papple bruger den negative energi fra folk, der sidder fast i trafikken, til at hidkalde en oshimaida, får Homare en ny Mirai Crystal og besejrer oshimaidaen. Henri, der har regnet Homares identitet ud, beslutter sig for at respektere hendes ønsker og skifter til hendes skole. Imens støder Hana på en mærkelig mand, der bærer en bog. | |                    |
| 9 | "Go Over the Hill! Let's La Hiking!" "Oka o Koe Yukou yo! Rettsu Ra Haikingu!" (丘をこえ行こうよ！レッツ・ラ・ハイキング！)                                                                | 1. april 2018      |
| Da pigerne er med på en vandretur, støder de på Emiru Aisaki, der er klassekammerat med Hanas søster Kotori. Hun er meget opmærksom på farerne ved vandring til hendes klassekammeraters forvirring. Da en abe stikker af med Hanas tamburin, bliver hun og Emiru adskilt fra deres gruppe og ender i bunden at et hul. Emiru beklager sig over, at hun giver alle problemer. Men Hana roser hende for hendes stræben for altid at hjælpe alle, og de to bliver venner. Efter at de er blevet genforenet med de andre, kæmper Pretty Cure mod en kappa-oshimaida, som Papple har skabt. | |                    |
| 10 | "No Way~! Being a Waitress is Hard Work!" "Ariena~i! Ueitoresu-san wa Ooisogashi!" (ありえな～い！ウエイトレスさんは大忙し！)                                                              | 8. april 2018      |
| Pigerne bruger Mirai Pad for at kunne hjælpe til ved en madfestival, hvor Saaya og Homare bliver servitricer. Hana må derimod alene hjælpe til i et andet kostume i en takoyaki-stand. Da de to andre klarer sig flot, bliver Hana nedtrykt og føler, at hun ikke kan gøre noget brugbart. Hana prøver at trække folk til takoyaki-standen, men hendes reaktion, da hun prøver en takoyaki, får folk til at le. Hun føler at hun har dummet sig og løber grædende væk. Da Papple angriber med en oshimaida, er Hana ude af stand til at forvandle sig, så Saaya og Homare må kæmpe uden hende. Netop som tingene bliver desperate, bruger Hug-tan sin egen asu-kraft til at beskytte Hana og besejre oshimaidaen med. Imidlertid falder hun selv i dyb søvn efter at have overanstrengt sig selv. | |                    |
| 11 | "The PreCure I Want To Become! Resonate! Melody Sword!" "Watashi ga Naritai Purikyua! Hibike! Merodi Soodo!" (私がなりたいプリキュア！響け！メロディソード！)                              | 15. april 2018     |
| Hug-tan får feber som følge af at have overanstrengt sin asu-kraft. Hana giver sig selv skylden og føler, at hun ikke fortjener at være en Pretty Cure, fordi hun ikke kan gøre noget særligt. Efter at Sumire har trøstet hende, møder Hana Saaya og Homare, der forsikrer hende, at det er hendes særlige evner, der hjælper dem. Hana følger en hentydning fra Miai Pad om at tage til Nobinobi-tårnet og lader Hug-tan hører hendes hjertebanken, så hun får det bedre. Netop som Hana støder på manden fra før, bliver tårnet angrebet af Charalit, der har forvandlet sig selv til en oshimaida. Hana er igen i stand til at forvandle sig til en Pretty Cure og får sin anden Mirai Crystal, der forvandler sig til et magisk sværd. Hana vælger imidlertid ikke at angribe, idet hun fornemmer at den rigtige Charalit stadig er inde i oshimaidaen, opslugt af sin egen usikkerhed. Hana forstår Charalits pinsler og forvandler sværdet til Melody Swords, der gør det muligt for Pretty Cure at rense Charalit. Bagefter kalder Hug-tan Hana for "Mama".                                                                                                | |                    |
| 12 | "Heart-pounding! A Pajama Party With Everyone!" "Dokidoki! Minna de Pajama Paatii!" (ドキドキ！みんなでパジャマパーティー！)                                                               | 22. april 2018     |
| Pigerne holder en pyjamasfest i Harrys butik, hvor de opdager at Hug-tan er begyndt at få tænder. Efter at have set nogle uhyggelige film forklarer Harry, at han og Hug-tan kommer fra fremtiden. Betop da hidkalder Papple en automat-oshimaida, men Pretty Cure bruger deres Melody Swords til at besejre den med. Bagefter bruger pigerne resten af pyjamasfesten til at sludre natten lang i. Næste dag ændrer Ruru Sumires erindringer for at infiltrere Hanas hjem som en ven af familien. | |                    |
| 13 | "The Transfer Student is Fresh & Mysterious!" "Tenkousei wa Furesshu ando Misuteriasu!" (転校生はフレッシュ＆ミステリアス！)                                                               | 29. april 2018     |
| For at observere Hana yderligere skifter Ruru til hendes klasse under navnet Ruru Amour, hvor hun udmærker sig i både studier og idræt. Hanas familie prøver at holde en overraskende velkomstfest for Ruru, men hun virker ikke videre interesseret og hævder, at der ikke er noget nyttigt i det. Senere leder Hana efter Ruru under et oshimaida-angreb, uvidende om at det er hende, der har hidkaldt den. Da Ruru spørger Hana om, hvorfor hun føler behov for at holde øje med, bliver hun overrasket, da hun svarer, at hun ønsker at komme i familie med hende. | |                    |
| 14 | "Hugyu~! A Whole Bunch of Baby Smiles!" "Hagyu~! Aka-chan Sumairu Meippai!" (はぎゅ～！赤ちゃんスマイルめいっぱい！)                                                                       | 6. maj 2018        |
| Ruru følger med de andre, mens de tilbringer dagen med at tage sig af babyer i en vuggestue. Da Ruru hurtigt scanner en lærebog i at tage sig af babyer, begynder Saaya at konkurrere med hende om deres opmærksomhed. Senere hidkalder Ruru en oshimaida for at splitte Pretty Cures opmærksomhed mellem kampen mod den og beskyttelsen af de skræmte børn. Men så skifter Ruru mening og træder til for at beskytte børnene, mens Pretty Cure besejrer oshimaidaen. | |                    |
| 15 | "Odd Duo...? Emiru and Ruru's Certain Day" "Meikonbi...? Emiru to Ruuruu no Toaru Ichinichi" (迷コンビ…？えみるとルールーのとある一日)                                                     | 13. maj 2018       |
| Ruru er blevet sendt ud for at købe æg til Nono-familien, da hun støder på Emiru, der har skabt sin egen Pretty Cure-personlighed for at prøve at hjælpe andre. Emiru kan lide Ruru og inviterer hende med hjem for at spille guitar for hende. Da Emirus bror Masato hævder, at guitaren ikke er passende for en pige, blive Ruru sur og forsvarer Emiru. Da Papple sender en oshimaida ind for at angribe, skynder Emiru sig for at redde et barn fra fare og bliver rost af de rigtige Pretty Cure. | |                    |
| 16 | "Everyone's Charisma!? Master Homare is Strict" "Minna no Karisuma!? Homare Shishou wa Tsurai yo" (みんなのカリスマ！？ほまれ師匠はつらいよ)                                               | 20. maj 2018       |
| Homares klassekammerat Aki beder hende om at lære hende at skøjte til hendes ven Junnas forbitrelse. Da Homare føler sig i konflikt om, hvad hun skal gøre, stjæler Ruru hendes PreHeart efter ordre fra Papple, der angriber Aki og Junna for at hidkalde en oshimaida. Da Hana og Saaya har svært ved at bekæmpe oshimaidaen alene, beslutter Ruru sig for at returnere Homares PreHeart, så hun kan hjælpe dem. Aki og Junna bemærker Homares anstrengelser for at redde dem og forliges, hvilket svækker oshimaidaen, så Pretty Cure kan besejre den. Som straf for hendes handlinger bliver Ruru ramt af en stråle, der lukker hende ned, hvorefter hun bliver taget væk af Papple. | |                    |
| 17 | "The Noise of Sadness... Farewell, Ruru" "Kanashimi no Noizu... Sayonara, Ruuruu" (哀しみのノイズ…さよなら、ルールー)                                                                      | 27. maj 2018       |
| Cryase-medlemmet Ristle sletter Rurus erindringer om sine oplevelser og omprogrammerer hende med en kampprotokol. Imens forklarer Harry, at Ruru er en androide, der er sendt ud for at spionere mod dem, men pigerne er fast besluttede på at redde hende. Efter hendes omprogrammering bliver Ruru iført en kampdragt og konfronterer Pretty Cure, idet hun bruger deres kampdata til at forudse, hvad de vil gøre. Da Ruru prøver på at indvinde flere data fra Pretty Cure, begynder hun at genvinde de erindringer, hun selv har forhindret i at blive slettet. Med hjælp fra Hana får Ruru et menneskeligt hjerte og vender sig mod Cryase-selskabet. Da Ruru endeligt slutter sig til de andre, opdager Emiru Pretty Cures hemmelige identiteter. | |                    |
| 18 | "An Odd Pair! The Melody of the Heart!" "Dekoboko Konbi! Kokoro no Merodi!" (でこぼこコンビ！心のメロディ！)                                                                               | 3. juni 2018       |
| Ruru ophæver manipuleringen af Hanas families hukommelse men opdager, at hun alligevel blive accepteret. Næste dag konfronterer Emiru pigerne om deres hemmelige identiteter og beder om lov til at observere deres daglige liv for at, hvad det er der gør dem så specielle. Da Ruru begynder at blive bekymret over, at hun ikke har et hjerte som de andre, oplever hun en pludselig systemfejl. Det får de andre til at fortælle Emiru, at Ruru er en androide. Mens Emiru spekulerer på, hvordan hun kan hjælpe Ruru, angriber Papple med en oshimaida, der kan skifte form. Ruru hjælper Emiru med at stå op mod Papple, mens Pretty Cure besejrer oshimaidaen. Bagefter bliver Emiru og Ruru venner gennem musik. | |                    |
| 19 | "So Exciting! The Aspired Runway Debut!?" "Wakuwaku! Akogare no Ranwei Debyuu!?" (ワクワク！憧れのランウェイデビュー！？)                                                                  | 10. juni 2018      |
| Henri har set, hvor godt Ruru og Emiru passer sammen, og inviterer dem til at deltage i et modeshow med heltetema sammen med ham. Mens pigerne hjælper designeren Rita Yoshimi med at forberede festivallen, forsøger Masato at tvinge Emiru til at komme hjem, idet han hævder, at kun drenge kan være helte. Henri står imidlertid op imod ham iført en kjole og afslører, at han bærer, hvad han har lyst til. Da Gelos, en ny ansat i Cryase-selskabet, angriber Masato for at hidkalde en oshimaida, bemærker Henri Masatos frustration og opmuntrer ham til at holde af sig selv. Det gør det muligt for Pretty Cure at besejre oshimaidaen. Modeshowet bliver afholdt med stor succes. Bagefter vil Ruru og Emiru begge gerne være Pretty Cure, men de opdager, at der kun er et PreHeart til rådighed. | |                    |
| 20 | "Cure Macherie and Cure Amour! Hooray Hooray! The PreCures of Love!" "Kyua Masheri to Kyua Amuuru! Furefure! Ai no Purikyua!" (キュアマシェリとキュアアムール！フレフレ！愛のプリキュア！) | 17. juni 2018      |
| Fordi der kun er et PreHeart tilbage, har Ruru og Emiru modstridende følelser over, at det måske kun er en af dem, der kan blive en Pretty Cure. Da Hana bliver forkølet, mens hun beder om et mirakel, fortæller Homare og Saaya Emiru og Ruru om de mirakler, de har oplevet. Masato beslutter sig for at støtte Emiru i at blive en musiker ved at give dem koncertbilletter. Da Emiru og Ruru sammen tager til koncerten, angriber Papple med en oshimaida. Da Emiru og Ruru begge får Mirai Crystals, får deres ønske om begge to at blive Pretty Cure den sidste PreHeart til at forvandle sig til to. Det gør det muligt for dem at forvandle sig til henholdsvis Cure Macherie og Cure Amour og besejre oshimaidaen. | |                    |
| 21 | "Big Rampage? The PreCure Emiru Wants To Become!" "Daibousou? Emiru ga Naritai Purikyua!" (大暴走？えみるがなりたいプリキュア！)                                                           | 24. juni 2018      |
| Emiru er begejstret over at være blevet en Pretty Cure men bliver nedtrykt efter et mislykket forsøg på at patruljere i byen. Ruru bliver bekymret for hende, da Emiru slår ud efter hende. Efter noget opmuntring fra Homare og Harry, forstår Emiru den glæde, der kom af at blive en Pretty Cure sammen med Ruru, og afklarer tingene med hende. Efter at Emirus guitar bliver ødelagt under en kamp med en oshimaida, beder hun om en ting i stil med Melody Sword. Hug-tan hører det og åbner en portal, der frembringer to Pretty Cure fra en anden verden: Cure Black og Cure White. | |                    |
| 22 | "Our Song of Love! Deliver it! Twin Love Guitar!" "Futari no Ai no Uta! Todoke! Tsuin Rabu Gitaa!" (ふたりの愛の歌！届け！ツインラブギター！)                                              | 1. juli 2018       |
| Cure Black og Cure White, der i virkeligheden hedder Nagisa Misumi og Honoka Yukishiro, forsikrer Emiru og Ruru om, at det er i orden at have sammenstød med hinanden en gang imellem. Ruru og Emiru giver udtryk for deres sande følelser og forliges med hinanden. Ruru laver nye guitarer til hende og Emiru, mens Emiru laver matchende armbånd. Imens bliver Papple fortvivlet over at se Gelos med hendes kæreste og forvandler sig selv til en oshimaida. Mens Nagisa og Honoka hjælper de andre Pretty Cure med at bekæmpe Papple, bevæger Ruru og Emiru sig ind i oshimaidaen for at minde Papple om, at hun stadig har kærlighed. De to Pretty Cure får en ny kraft, Twin Love Guitars, der gør det muligt for dem at rense oshimaidaen. Derefter sender Hug-tan Nagisa og Honoa tilbage til deres egen verden. | |                    |
| 23 | "The Worst Pinch! President Cry Appears!" "Saidai no Pinchi! Purejidento Kurai Arawaru!" (最大のピンチ！プレジデント・クライあらわる！)                                                    | 8. juli 2018       |
| Da Hana prøver at finde ud af hvad hun vil, støder hun endnu en gang på den mystiske mand, der fortæller om sit ønske om en ideel verden. Netop da angriber Daigan fra Cryase-selskabet, men en anden ansat, Dr. Traum, dukker op og eliminerer ham og forvandler oshimaidaen til en endnu stærkere mou-oshimaida. Det viser sig at manden Hana mødte er Cryase-selskabets betyrelsesformand, George Cry, der stjæler alle Mirai Crystals og bruger dem til at stoppe tiden med. Da Cry også forsøger at kidnappe Hug-tan, lykket det imidlertid for Hana at bryde fri og redde hende, genskabe tiden og gøre det muligt for alle at besejre mou-oshimaidaen. Cryase-selskabet får en ny ond ansat ved navn Bishin. Imens holder Harry det hemmeligt for alle, at han har en hvid Mirai Crystal. | |                    |
| 24 | "An Energetic Splash! The Fascinating Night Pool!" "Genki Supurasshu! Miwaku no Naito Puuru!" (元気スプラッシュ！魅惑のナイトプール！)                                                     | 15. juli 2018      |
| Hana bliver chokeret over, at en aftenfest i byens svømmebassin ikke lever op til hendes forventninger om stil. Hun og de andre hjælper derfor med at forskønne bassinnet, før festen starter. Mens pigerne nyder festen, prøver Hana at skjule for de andre, hvor rystet hun er over sit møde med Cry. Netop som Gelos angriber med en mou-oshimaida, og Hanas frygt begynder at sige igen, bliver den negative energi imidlertid blæst væk af Emiru og Rurus musik. Det opmuntrer Hana til at kæmpe sammen med de andre Pretty Cure og besejre den. Bagefter henvender de forbedrede Charalit, Papple og Daigan sig til Emiru og Ruru om at slutte sig til deres talentbureau. | |                    |
| 25 | "Summer Festival, Fireworks, and Harry's Secret" "Natsumatsuri to Hanabi to Harii no Himitsu" (夏祭りと花火とハリーのヒミツ)                                                               | 22. juli 2018      |
| Pigerne tilbringer tiden ved en sommerfestival. Homare, der har fået følelser for Harry, hører lidt om hans fortid og fortæller noget af sin egen. Netop da kommer Bishin, der afslører, at Harry er en tidligere ansat i Cryase-selskabet, og bryder hans halskæde, så han bliver forvandlet til et vildt bæst. Harry kommer ud af kontrol, men Homare tror fast på ham. Det lykkes for hende at nå hans hjerte og gøre ham normal igen. | |                    |
| 26 | "Related to a Famous Actress! Saaya and her Mother" "Dai Joyuu ni Mitchaku! Saaya to Okaasan" (大女優に密着！さあやとおかあさん)                                                           | 29. juli 2018      |
| Gruppen bemærker at Saaya er bekymret over, hvor vidt hun skal blive skuespiller ligesom sin mor Reira, så de tager til et tv-studio for at spørge hende direkte. Saaya føler sig ikke overbevist efter at have talt med Reira. Men hun møder nogle medarbejdere, der støttede Reira, mens hun arbejdede hårdt på både at være skuespiller og en god mor. Saaya lærer, at Reira stadig prøver at gøre sit bedste, og minder sig selv om, hvorfor hun altid har støttet hende. Efter at have besejret en mou-shimaida, som Gelos har sendt, gør Saaya det til sin drøm engang at arbejde sammen med Reira. | |                    |
| 27 | "Teacher's Daddy Training! Hello, Baby!" "Sensei no Papa Shugyou! Konnichiwa, Aka-chan!" (先生のパパ修行！こんにちは、あかちゃん！)                                                        | 12. august 2018    |
| Hanas lærer Uchifuji, hvis kone Yuka skal have et barn, begynder at arbejde hos Hugman for at lære at blive en god far af Shintarou. Til at begynde med har Uchifuji svært ved at få Hug-tan til at holde op med at græde, men han får nogle gode råd af Shintarou og Charalit. Da Yuka senere får veer, lykkes det for alle at få hende og Uchifuji til hospitalet, hvor hun får et sundt barn. Da Dr. Traum angriber med en mou-oshimaida, får Saaya, der har fået forståelse for en jordmors arbejde, de andre Pretty Cure til diskret at besejre dem. | |                    |
| 28 | "Catch That Girl's Heart♡ Hooray Hooray! Mogumogu!" "Ano Ko no Haato o Kyatchi♡ Furefure! Mogumogu!" (あのコのハートをキャッチ♡フレフレ！もぐもぐ！)                                       | 19. august 2018    |
| Homares hund Mogumogu bliver forelsket i en kat ved navn Lily, der optræder i en reklame. De andre vil gerne have Mogumogu til at møde Lily og træner ham, så han kan deltage i en audition om at medvirke i en reklame sammen med hende. Ruru beklager at kærlighed mellem forskellige arter aldrig vil fungere. Hun føler sympati som en androide, men Emiru forsikrer hende, at det ikke påvirker hendes følelser for hende. På dagen for auditionen arbejder Mogumogu hårdt i hver runde. Men Bishin får en mou-oshimaida til at besætte en robot til den sidste runde. Mogumogu bemærker en pige i vanskeligheder og overkommer sin frygt for monstre for at beskytte hende, så Ruru og Emiru får en chance for at besejre mou-oshimaidaen. Auditionen bliver aflyst, men Mogumogu kommer alligevel til at møde Lily, der ejes af den pige, han reddede. | |                    |
| 29 | "Settle it Right Here! The Recipe to Grandma's Fighting Spirit!" "Koko de Kimeru yo! Obaa-chan no Kiai no Reshipi!" (ここで決めるよ！おばあちゃんの気合のレシピ！)                         | 26. august 2018    |
| Hana tager alle med hen for at møde hendes bedstemor Tanpopo, der driver en traditionel slikbutik. Tanpopo bliver imidlertid påvirket af klager over, at kvaliteten af hendes slik falder, og ender med at komme til skade med ryggen. Hana og de andre hører om en form for manjuu, som Tanpopo plejede at lave, før hendes mand død. De finder hendes gamle kogebog og laver nogle for at opmuntre hende. Da Gelos angriber med en mou-oshimaida, genvinder Tanpopo sin styrke til at beskytte butikken med, så Pretty Cure kan besejre mou-oshimaidaen. Bagefter begynder Tanpopo at sælge manjuu igen med lidt ekstra hjælp. | |                    |
| 30 | "GOGO Around the World! Everyone's Summer Vacation!" "Sekai Isshuu e GoGo! Minna no Natsuyasumi!" (世界一周へＧＯＧＯ！みんなの夏休み！)                                                   | 2. september 2018  |
| Gruppen beslutter sig for at afslutte deres sommerferie med en tur verden rundt, hvor de besøger flere forskellige land, før de slutter af på en japansk ryokan med en onsen. Men Dr. Traum, der tilfældigvis har opholdt sig på den samme ryokan, angriber med en mou-oshimaida. Netop da mou-oshimaidaen prøver at ødelægge ryokanen, bliver den stoppet af en rigtig tengu, så Pretty Cure kan besejre den. | |                    |
| 31 | "Time, Advance! Birth of the Memorial Cure Clock!" "Toki yo, Susume! Memoriaru Kyua Kurokku Tanjou!" (時よ、すすめ！メモリアルキュアクロック誕生！)                                        | 9. september 2018  |
| Hana begynder at opføre sig mærkeligt, efter at hun har fået besøg af Eri, som hun kender fra sin tidligere skole. Eri støder på Saaya og Homare og forklarer, at Hana blev mobbet på sin gamle skole og derfor endte med at skifte skole. De andre opmuntrer Hana, så hun hjælper Eri og hendes kammerater med deres cheerleader-præsentation og forliges med hende. Netop da benytter Gelos' tjenere en tidsstopper, de har stjålet fra hende, men den går ud af kontrol og fusionerer dem til en oshimaida. Pretty Cure er imidlertid fast besluttede på at beskytte alle erindringer og fremtid. Mirai Pad reagerer på det ved at forvandle sig til Memorial Cure Clock, der giver Pretty Cure kraften til at rense tjenerne med. | |                    |
| 32 | "Is This Magic? Homare is a Mermaid Princess!" "Korette Mahou? Homare wa Ningyo no Purinsesu!" (これって魔法？ほまれは人魚のプリンセス！)                                                  | 16. september 2018 |
| Homare bliver fanget inde i Bishins nyeste mou-oshimaida, hvor eventyret om Den lille Havfrue er blevet genskabt af deres hjerter. Homare er en havfrue og møder en prins, der minder om Harry, men som synes at have glemt hende. Homare bruger en trylledrik for at forvandle sig til et menneske for at møde Harry, idet hun langsomt indser sine følelser for ham. Bishin afslører at Harry angiveligt allerede har en elsket i håb om, at Homare vil blive opløst til skum på havet. Men Homare bliver opmuntret af de andre Pretty Cure og bryder fri af den verden. Hun beslutter sig for at holde sine følelser og hvad hun har lært hemmelige. | |                    |
| 33 | "Be Careful! Cryase Corporation's Recruitment Activities!?" "Youchuui! Kuraiasu-sha no Saiyou Katsudou!?" (要注意！クライアス社の採用活動！？)                                             | 23. september 2018 |
| Emiru bliver nedtrykt, da en tv-vært kritiserer Twin Loves musik for at være halvhjertet. Imens bliver Henri, der øver sig på en optræden, opsøgt af Listle, der vil have ham med i Cryase-selskabet. Da Emiru hører om det, afslører Henri at han er bange for at vokse op på grund af ændringerne i hans krop. Emiru opmuntrer Henri til at holde af sig selv og mindes den støtte, som Ruru giver hende. Næste dag forsøger en tv-producer, som Henry havde hånet for sit tvivlsomme arbejde, at sabotere hans optræden ved at slå musikken fra. Men Emiru og Ruru leverer deres egen musik, så han kan fuldføre sin optræden. Listle angriber så med en mou-oshimaida for at prøve at rekruttere Henri, men han afslår og vælger i stedet at tro på fremtiden. Men Henri hæmmes hemmeligt af en kvæstet fod, hvilket gør ham til et fortsat mål for Cryase-selskabet. | |                    |
| 34 | "Great Detective Kotori! I'll Investigate My Big Sister!" "Meitantei Kotori! Onee-chan o Chousaseyo!" (名探偵ことり！お姉ちゃんを調査せよ！)                                               | 30. september 2018 |
| Kotori er nysgerrig efter, om de monstre Pretty Cure kæmper mod skyldes Hanas klodsethed. Hun ender med at følges med nogle af Hanas klassekammerater, der er medlemmer af en Cure Yell-fanklub, mens de tager rundt i byen for at lede efter Cure Yell. Da en mou-oshimaida, som Gelos har hidkaldt, angriber, bliver Kotori reddet af Hana. Det minder hende om, hvordan Hana hjalp hende, da hun var lille. Gelos forsøger at forstærke mou-oshimaidaen med hende mørke, men det lykkes for Kotori og fansene at ophæve det med deres Asu Power, så Pretty Cure kan vinde. | |                    |
| 35 | "The Light of Life! Saaya is a Doctor?" "Inochi no Kagayaki! Saaya wa Oisha-san?" (命の輝き！さあやはお医者さん？)                                                                         | 7. oktober 2018    |
| For at forbedre sit skuespil beder Saaya om at komme til at arbejde på en fødeafdeling sammen med de andre. Mens hun er der, møder Saaya en pige ved navn Aya, hvis mor skal føde ved kejsersnit. Saaya spekulerer på, hvordan hun kan hjælpe Aya og hendes mor. Hun trøster Aya, da hun bliver bekymret over, om hendes mor vil stoppe med at være hendes mor, når hendes bror bliver født. Det hjælper Aya til at give sin mor nogen opmuntring før operationen. Dr. Traum angriber med en mou-oshimaida, men det lykkes for Saaya at besejre den, så Ayas bror kan komme sikkert til verden. | |                    |
| 36 | "Hooray Hooray! Legendary PreCure Assembled!!" "Furefure! Densetsu no Purikyua Daishuugou!!" (フレフレ！伝説のプリキュア大集合！！)                                                        | 14. oktober 2018   |
| Både Kirakira PreCure a la Mode og Maho Girls PreCure bliver angrebet af Dr. Traum, hvis nye tidsmanipulerende robot gør dem til yngre udgaver af sig selv. Efter at Hugtto PreCure har tvunget Dr. Traum til at stikke af, bliver de klar over, at både Mount Ichigo og Den magiske verden er blevet frosset i tid. Pigerne deler sig i to grupper for at finde andre Pretty Cure til at hjælpe dem, og det lykkes for dem at møde Love Momozono fra Fresh PreCure og Nozomi Yumehara fra PreCure 5. Men Dr. Traum kommer igen og bruger oshimaidaer til at stoppe tiden verden over. | |                    |
| 37 | "To the Future! PreCure All For You!" "Mirai e! Purikyua Ooru Foo Yuu!" (未来へ！プリキュア・オール・フォー・ユー！)                                                                       | 21. oktober 2018   |
| Det lykkes for Pretty Cure at ødelægge tidsomvenderen på Traums robot, men han bruger en kraft til at forvandle den til en endnu stærkere udgave. Netop som Nagisa og Honoka kommer til sammen med Shiny Luminous for at hjælpe Pretty Cure, går Traum ud af kontrol og fanger dem alle i et mørkt tomrum. Men Hanas viljestyrke og støtten fra alle feerne hjælper dem til at bryde fri og samler desuden alle de andre Pretty Cure-hold. Med alle Pretty Cures samlede styrke lykkes det for dem at besejre Traum og genskabe tiden. | |                    |
| 38 | "Charged with Happiness! Happy Halloween!" "Shiawase Chaaji! Happii Harowin!" (幸せチャージ！ハッピーハロウィン！)                                                                         | 28. oktober 2018   |
| Mens byen gør klar til en halloweenfest, forklarer pigerne Ruru og Harry hvad halloween er, da det ikke findes i deres tid. Imens opsøger Listle Daigan for at få denne tilbage i Cryase-selskabet, hvilket fører til, at han hidkalder en mou-oshimaida på festdagen. Pretty Cure vil ikke have festen ødelagt, så de gør kampen mod fjenden til et særligt show for alle og bringer Daigan til fornuft igen. | |                    |
| 39 | "For Tomorrow...! Tomorrow with Everyone!" "Ashita no Tame ni...! Minna de Tumorou!" (明日のために…！みんなでトゥモロー！)                                                                 | 11. november 2018  |
| Gruppen befinder sig pludselig i Harrys hjemby i fremtiden, hvor de bliver konfronteret af Listle. Da Listle viser Pretty Cure en fremtid stoppet i tid, afslører et flashback, at Harry, Listle og Bishin arbejdede for Cryase-selskabet i håb om at kunne kurere en sygdom, der påvirkede deres venner, men at de blev forrådt. Hug-tans Mirai Crystal bliver drevet af håb for fremtiden og bliver forvandlet til Mother Heart Crystal, der giver Pretty Cure Mors kraft til at slå Listle tilbage. Netop da får Hana en vision af en pige, der beder hende om at redde fremtiden. Lige efter at de alle sammen er kommet hjem, dukker Dr. Traum op og hævder, at han er Rurus far, eftersom han skabte hende. | |                    |
| 40 | "Ruru's Papa!? Amour is..." "Ruuruu no Papa!? Amuuru, Sore wa..." (ルールーのパパ！？アムール、それは…)                                                                                    | 18. november 2018  |
| Efter at Traum har fortalt om Cryase-selskabets mål, afslører Harry, at Hug-tan faktisk er en Pretty Cure fra fremtiden ved navn Cure Tomorrow, der har brugt Mors kraft til at flygte til fortiden med ham. Ruru føler sig usikker ved, at Traum prøver at opføre sig som en far, men Hana opmuntrer hende til at spørge om, hvorfor han kaldte hende for Ruru Amour. Traum afslører, at han havde tænkt Ruru som en erstatning for hans mistede datter, men at han hurtigt blev klar over, at hun var sin egen. Da Gelos angriber med en mou-oshimaida, træder Traum til for at beskytte Ruru, hvilket giver Pretty Cure mulighed for at besejre den. Ruru forliges med Traum, men Emiru bliver fortvivlet ved tanken om, at Ruru snart skal tilbage til fremtiden sammen med Hug-tan og Harry. | |                    |
| 41 | "Emiru's Dream, Shout It From Your Soul!" "Emiru no Yume, Souru ga Shauto suru no desu!" (えみるの夢、ソウルがシャウトするのです！)                                                        | 25. november 2018  |
| Emiru begynder at opføre sig underligt, idet hun prøver at undertrykke sine følelser for Ruru. Det bliver værre, da Emiru pludselig mister sin stemme, så både hun og Ruru mister deres Mirai Crystals. Emirus bedstefar bliver tilskyndet af Bishin til at prøve stoppe Emiru i at blive sanger, men Masato forsvarer hende og opmuntrer hende til at give luft for sine sande følelser. Da det får Bishin til at hidkalde en mou-oshimaida fra bedstefarens negative energi, lykkes det for Emiru at give udtryk for sit sande ønske om at være sammen med Ruru, der lover at vente på hende i fremtiden. Det resulterer i at de to genvinder deres Mirai Crystals, så de kan besejre mou-oshimaidaen. Derefter giver alle de andre også åbent udtryk for deres triste følelser. Imens får Henris kvæstede ankel det værre, hvilket gør hans tilbud fra Cryase-selskabet mere tiltrækkende. | |                    |
| 42 | "Yell's Switch-Off! This is My Support!!" "Eeru no Koukan! Kore ga Watashi no Ouen da!!" (エールの交換！これが私の応援だ！！)                                                              | 2. december 2018   |
| Homare bemærker Henris kvæstelse, men Henri er fast besluttet på at folde ud indtil afslutningen på juniorturneringen. Henri bliver imidlertid involveret i et trafikuheld og brækker benet, så han ikke kan optræde. Da Henri bliver fortvivlet, bliver han manipuleret af Listle, der har fået ryddet sin hukommelse af Cry, til at give efter for mørket og tage kontrol over en mou-oshimaida. Henri bliver imidlertid opmuntret af Hana og de andre, forvandler sig midlertidigt til en Pretty Cure ved navn Cure Infini og hjælper de andre Pretty Cure med at besejre mou-oshimaidaen. | |                    |
| 43 | "The Shining Star's Loving Heart. Homare's Start." "Kagayaku Hoshi no Koigokoro. Homare no Sutāto." (輝く星の恋心。ほまれのスタート。)                                                     | 9. december 2018   |
| Homare føler sig splittet mellem sine følelser for Harry og hans uundgåelige afsked og prøver at distancere sig fra ham for at koncentrere sig om turneringen. Imens konfronterer Cry endnu engang Hana, der atter bliver efterladt forvirret. Homare bliver opmuntret af sine venner og familie til at tilstå Harry sin kærlighed, men han svarer, at han ikke kan gengælde hendes følelser. Homare er trist men lettet over at fået luft for sine følelser og er i stand til at give sit livs bedste optræden, så hun vinder guld. Så angriber Bishin med en mou-oshimaida, men hun bliver hurtigt besejret af Homares nyvundne håb for fremtiden. | |                    |
| 44 | "On a Journey to My Finalized Dream! Saaya's Great Adventure!" "Yume to Ketsudan no Tabi e! Saaya no Daibouken!" (夢と決断の旅へ！さあやの大冒険！)                                        | 16. december 2018  |
| Netop som Saaya forbereder sig på at optage en film sammen med Reira, bruger Listle et apparat til at fange dem alle sammen i filmens verden. Da Saayas indre usikkerhed begynder at påvirke hendes skuespil, får hun råd fra dr. Maki om, hvordan hun kan vælge at følge en anden drøm end den oprindelige. Saaya bliver opmuntret og afslører, at hun har i sinde at droppe skuespillet for i stedet at læse medicin. Da det gør Reira ked af det, bruger Listle hendes tristhed til at forvandle hende til en mou-oshimaida og få hende til at kidnappe Hug-tan. Saaya drager ind i monstret, og det lykkes for hende at give udtryk for sit sande følelser til Reira og befri hende. Bagefter ender Hug-tan med at fremkalde Julemanden ud af den blå luft. | |                    |
| 45 | "A Hug with Everyone! Merry Christmas☆" "Minna de Hagutto! Merii Kurisumasu☆" (みんなでＨＵＧっと！メリークリスマス☆)                                                                      | 23. december 2018  |
| Gruppen opdager at Julemanden og hans rensdyr er blevet forkølede, så de ikke kan bringe gaver ud til jul. Det inspirerer Traum til at lave et mekanisk rensdyr for at løse problemet og samtidig give ham et bedre forhold til Ruru. Mens Hana, Emiru og Traum hjælper Julemanden med sin opgave, får Ruru råd af Hanas familie, om hvordan man laver mad. Næste dag frygter Gelos, at hendes ungdommelige udseende vil forsvinde, og bruger tidstopperen fra før til at forvandle sig selv til en mou-oshimaida i et forsøg på at stoppe tiden. Men hendes tidligere tjenere dukker op for at minde hende om, hvad der virkelig betyder noget, hvilket gør det muligt for Pretty Cure at rense hende. Efter at Julemanden er taget hjem, holder gruppen en julefest, hvor Ruru giver Traum noget mad som et symbol på familie. | |                    |
| 46 | "Cry, Appears Again! The Ideal Flower That Blooms Eternally" "Kurai, Futatabi! Eien ni Saku Risou no Hana" (クライ、ふたたび！永遠に咲く理想のはな)                                        | 6. januar 2019     |
| Nytårsdag støder Hana endnu en gang på Cry, der hævder at fremtidens tidsstop var resultatet af, at folk blev opslugt af mørket i deres hjerter. Næste dag sætter Cry gang i sin ultimative plan, hvor han slår sit hovedkvarter op i byen, stopper tiden og hidkalder flere mou-oshimaidaer. Pretty Cure besejrer mou-oshimaidaerne, men Cry forvandler sit hovedkvarter til et monster og fanger Hug-tan, før han sender Listle og Bishin ind for at kæmpe mod Pretty Cure. | |                    |
| 47 | "The Final Battle! Take Back Everyone's Tomorrow!" "Saishuu Kessen! Minna no Ashita o Torimodosu!" (最終決戦！みんなの明日を取り戻す！)                                                    | 13. januar 2019    |
| Listle hidkalder en hær af mou-oshimaidaer til at kæmpe mod Pretty Cure, men de får hjælp af Papple, Charalit, Dangan og Traum. Det opmuntrer Henry til at acceptere sit indre monster og nå Listle, som til gengæld når Bishins hjerte. Pretty Cure tager så fat på at konfrontere Cry, der imidlertid fanger Hana i en grotte og torturerer de andre i et forsøg på at knække dem. Pretty Cure tilskynder Hana til ikke at give op og bruger al deres styrke til at befri hende. Til gengæld er hun nu ene om at konfrontere Cry. | |                    |
| 48 | "I Can Do Anything! I Can Be Anything! Hooray Hooray, Me!" "Nandemo Dekiru! Nandemo Nareru! Furefure Watashi!" (なんでもできる！なんでもなれる！フレフレわたし！)                          | 20. januar 2019    |
| På trods af de overvældende odds forbliver Hana fast i sit håb for fremtiden, hvilket gør det muligt for hende at redde Hug-tan, genoplive de andre Pretty Cure og få tiden til at gå igen for alle. Cry slipper al sin kraft løs for at forvandle sig til en dæmon, men alles støtte forvandler dem alle til Pretty Cure, hvis samlede kraft besejrer den. Inde i Cryase-selskabets smuldrende hovedkvarter deler Hana nogle sidste ord med Cry, før han forsvinder. | |                    |
| 49 | "Embrace Your Shining Future" "Kagayaku Mirai o Dakishimete" (輝く未来を抱きしめて) | 27. januar 2019    |
| Da pigerne tilbringer en sidste dag sammen, bliver en tidsmaskine, som Traum arbejder på, forvandlet til en mou-oshimaida. Pretty Cure besejrer den imidlertid med hjælp fra en anden Pretty Cure ved navn Cure Star. Bagefter tager pigerne en tårefyldt afsked med Harry, Hug-tan, Ruru og de andre, da de vender tilbage til fremtiden, idet de lover at mødes igen. Senere i år 2030 møder Emiru omsider Ruru igen, da hun bliver startet op for første gang. Hana, der nu er leder af sit eget firma, føder en smuk pigebaby ved navn Hagumi. | |                    |